# Campeonato mundial A de hockey patines masculino de 1955
El XI Campeonato mundial de hockey sobre patines masculino y XXI  Campeonato europeo se celebró en Milán, Italia, entre el 14 de mayo y el 21 de mayo de 1955. La primera fase del campeonato se disputó entre cinco subsedesː Modena, Monza, Novara, Pistoia y Trieste, mientras que la fase final se disputó en su integridad en la ciudad de Milán.
En el torneo participaron las selecciones de 14 países repartidos en 2 grupos de 3 selecciones y 2 grupos de 4 selecciones.
El vencedor del torneo fue la selección de España. La segunda plaza fue para la selección de Italia y la medalla de Bronce para la selección de Portugal.

## Equipos participantes
De las 14 selecciones nacionales participantes del torneo, 13 son de Europa y 1 de América.
| Grupo A (Módena) | Grupo B (Trieste)   | Grupo C (Novara) | Grupo D (Monza) |
| Chile            | Alemania Occidental | Irlanda          | Inglaterra      |
| Dinamarca        | Países Bajos        | Italia           | Bélgica         |
| España           | Portugal            | Suiza            | Noruega         |
| Francia          |                     |                  | Yugoslavia      |

## Primera Fase

### Grupo A
| Equipo    | Pts | PJ | PG | PE | PP | GF | GC | Dif |
| --------- | --- | -- | -- | -- | -- | -- | -- | --- |
| España    | 9   | 3  | 3  | 0  | 0  | 19 | 3  | +16 |
| Chile     | 6   | 3  | 2  | 0  | 1  | 15 | 4  | +11 |
| Francia   | 3   | 3  | 1  | 0  | 2  | 13 | 9  | +4  |
| Dinamarca | 0   | 3  | 0  | 0  | 3  | 1  | 32 | -31 |

| Francia | 10:0 | Dinamarca |
| España  | 2:1  | Chile     |
| Chile   | 12:0 | Dinamarca |
| España  | 7:1  | Francia   |
| España  | 10:1 | Dinamarca |
| Francia | 2:2  | Chile     |

### Grupo B
| Equipo              | Pts | PJ | PG | PE | PP | GF | GC | Dif |
| ------------------- | --- | -- | -- | -- | -- | -- | -- | --- |
| Portugal            | 3   | 2  | 1  | 1  | 0  | 10 | 2  | +8  |
| Alemania Occidental | 3   | 2  | 1  | 1  | 0  | 5  | 3  | +2  |
| Países Bajos        | 0   | 2  | 0  | 0  | 2  | 1  | 11 | -10 |

| Portugal            | 2:2 | Alemania Occidental |
| Alemania Occidental | 3:1 | Países Bajos        |
| Portugal            | 8:0 | Países Bajos        |

### Grupo C
| Equipo  | Pts | PJ | PG | PE | PP | GF | GC | Dif |
| ------- | --- | -- | -- | -- | -- | -- | -- | --- |
| Italia  | 6   | 2  | 2  | 0  | 0  | 13 | 1  | +12 |
| Suiza   | 3   | 2  | 1  | 0  | 1  | 11 | 6  | +5  |
| Irlanda | 0   | 2  | 0  | 0  | 2  | 1  | 18 | -17 |

| Italia | 8:0  | Irlanda |
| Suiza  | 10:1 | Irlanda |
| Italia | 5:1  | Suiza   |

### Grupo D
| Equipo     | Pts | PJ | PG | PE | PP | GF | GC | Dif |
| ---------- | --- | -- | -- | -- | -- | -- | -- | --- |
| Bélgica    | 9   | 3  | 3  | 0  | 0  | 22 | 4  | +18 |
| Inglaterra | 6   | 3  | 2  | 0  | 1  | 16 | 7  | +9  |
| Noruega    | 1   | 3  | 0  | 1  | 2  | 4  | 17 | -13 |
| Yugoslavia | 1   | 3  | 0  | 1  | 2  | 5  | 19 | -14 |

| Inglaterra | 7:1  | Noruega    |
| Bélgica    | 10:1 | Yugoslavia |
| Inglaterra | 7:2  | Yugoslavia |
| Bélgica    | 8:1  | Noruega    |
| Noruega    | 2:2  | Yugoslavia |
| Inglaterra | 2:4  | Bélgica    |

## Fase Final

### Puestos 1 a 8
| Equipo              | Pts | PJ | PG | PE | PP | GF | GC | DG  |
| ------------------- | --- | -- | -- | -- | -- | -- | -- | --- |
| España              | 13  | 7  | 6  | 1  | 0  | 23 | 7  | +16 |
| Italia              | 12  | 7  | 6  | 0  | 1  | 17 | 5  | +12 |
| Portugal            | 11  | 7  | 5  | 1  | 1  | 25 | 14 | +11 |
| Suiza               | 8   | 7  | 4  | 0  | 3  | 17 | 14 | +3  |
| Chile               | 4   | 7  | 2  | 0  | 5  | 9  | 17 | -8  |
| Bélgica             | 3   | 7  | 1  | 1  | 5  | 5  | 17 | -12 |
| Alemania Occidental | 3   | 7  | 1  | 1  | 5  | 11 | 25 | -14 |
| Inglaterra          | 2   | 7  | 0  | 2  | 6  | 14 | 22 | -8  |

- Resultados

| Fecha    | Partido             | Partido | Partido             | Resultado |
| -------- | ------------------- | ------- | ------------------- | --------- |
| 17.05.55 | España              | -       | Chile               | 3-1       |
| 17.05.55 | Suiza               | -       | Bélgica             | 5-1       |
| 17.05.55 | Italia              | -       | Inglaterra          | 3-2       |
| 17.05.55 | Portugal            | -       | Alemania Occidental | 5-2       |
| 18.05.55 | Bélgica             | -       | Portugal            | 1-3       |
| 18.05.55 | Suiza               | -       | Inglaterra          | 2-0       |
| 18.05.55 | Alemania Occidental | -       | España              | 0-5       |
| 18.05.55 | Italia              | -       | Chile               | 3-0       |
| 18.05.55 | España              | -       | Suiza               | 4-1       |
| 18.05.55 | Inglaterra          | -       | Alemania Occidental | 3-3       |
| 18.05.55 | Portugal            | -       | Italia              | 0-1       |
| 18.05.55 | Bélgica             | -       | Chile               | 0-2       |
| 19.05.55 | Suiza               | -       | Alemania Occidental | 4-3       |
| 19.05.55 | Chile               | -       | Portugal            | 1-4       |
| 19.05.55 | Italia              | -       | Bélgica             | 2-0       |
| 19.05.55 | Inglaterra          | -       | España              | 1-3       |
| 19.05.55 | Alemania Occidental | -       | Bélgica             | 1-2       |
| 19.05.55 | Inglaterra          | -       | Chile               | 1-2       |
| 19.05.55 | Italia              | -       | Suiza               | 2-1       |
| 19.05.55 | \| España           | -       | Portugal            | 3-3       |
| 20.05.55 | Chile               | -       | Suiza               | 2-4       |
| 20.05.55 | Portugal            | -       | Inglaterra          | 8-6       |
| 20.05.55 | Alemania Occidental | -       | Italia              | 0-5       |
| 20.05.55 | Bélgica             | -       | España              | 0-3       |
| 21.05.55 | Chile               | -       | Alemania Occidental | 1-2       |
| 21.05.55 | Suiza               | -       | Portugal            | 0-2       |
| 21.05.55 | Inglaterra          | -       | Bélgica             | 1-1       |
| 21.05.55 | España              | -       | Italia              | 2-1       |

### Puestos 9 a 14
| Equipo       | Pts | PJ | PG | PE | PP | GF | GC | DG  |
| ------------ | --- | -- | -- | -- | -- | -- | -- | --- |
| Países Bajos | 9   | 5  | 4  | 1  | 0  | 29 | 9  | +20 |
| Francia      | 7   | 5  | 3  | 1  | 1  | 13 | 5  | +8  |
| Yugoslavia   | 6   | 5  | 3  | 0  | 2  | 8  | 6  | +2  |
| Irlanda      | 5   | 5  | 2  | 1  | 2  | 13 | 7  | +6  |
| Noruega      | 3   | 5  | 1  | 1  | 3  | 7  | 11 | -4  |
| Dinamarca    | 0   | 5  | 0  | 0  | 5  | 1  | 33 | -32 |

- Resultados

| Fecha    | Partido      | Partido | Partido    | Resultado |
| -------- | ------------ | ------- | ---------- | --------- |
| ??.05.55 | Países Bajos | -       | Francia    | 3-3       |
| ??.05.55 | Yugoslavia   | -       | Dinamarca  | 4-0       |
| ??.05.55 | Irlanda      | -       | Noruega    | 1-1       |
| ??.05.55 | Noruega      | -       | Francia    | 0-1       |
| ??.05.55 | Países Bajos | -       | Dinamarca  | 11-1      |
| ??.05.55 | Yugoslavia   | -       | Irlanda    | 0-3       |
| ??.05.55 | Francia      | -       | Dinamarca  | 7-0       |
| ??.05.55 | Países Bajos | -       | Irlanda    | 4-1       |
| ??.05.55 | Yugoslavia   | -       | Noruega    | 1-0       |
| 19.05.55 | Noruega      | -       | Dinamarca  | 4-0       |
| 19.05.55 | Francia      | -       | Irlanda    | 2-1       |
| 19.05.55 | Países Bajos | -       | Yugoslavia | 3-2       |
| ??.05.55 | Dinamarca    | -       | Irlanda    | 0-7       |
| ??.05.55 | Francia      | -       | Yugoslavia | 0-1       |
| ??.05.55 | Países Bajos | -       | Noruega    | 8-2       |

## Clasificación final

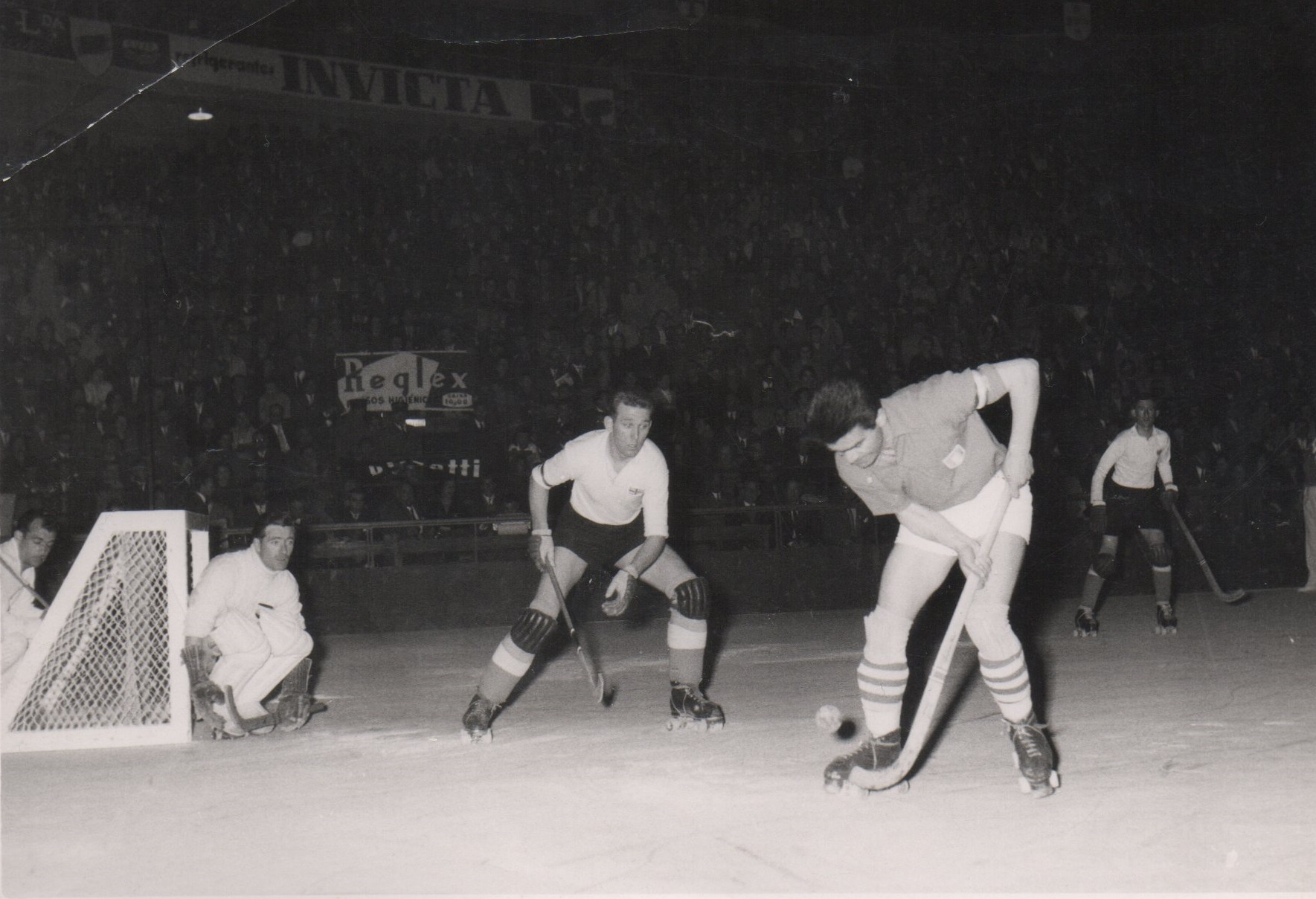
Italia, selección anfitriona, logró su quinto subcampeonato mundial.

| 1. España              |
| 2. Italia              |
| 3. Portugal            |
| 4. Suiza               |
| 5. Chile               |
| 6. Bélgica             |
| 7. Alemania Occidental |
| 8. Inglaterra          |
| 9. Países Bajos        |
| 10. Francia            |
| 11. Yugoslavia         |
| 12. Irlanda            |
| 13. Noruega            |
| 14. Dinamarca          |